# Kalvarienberg Maria Bühel

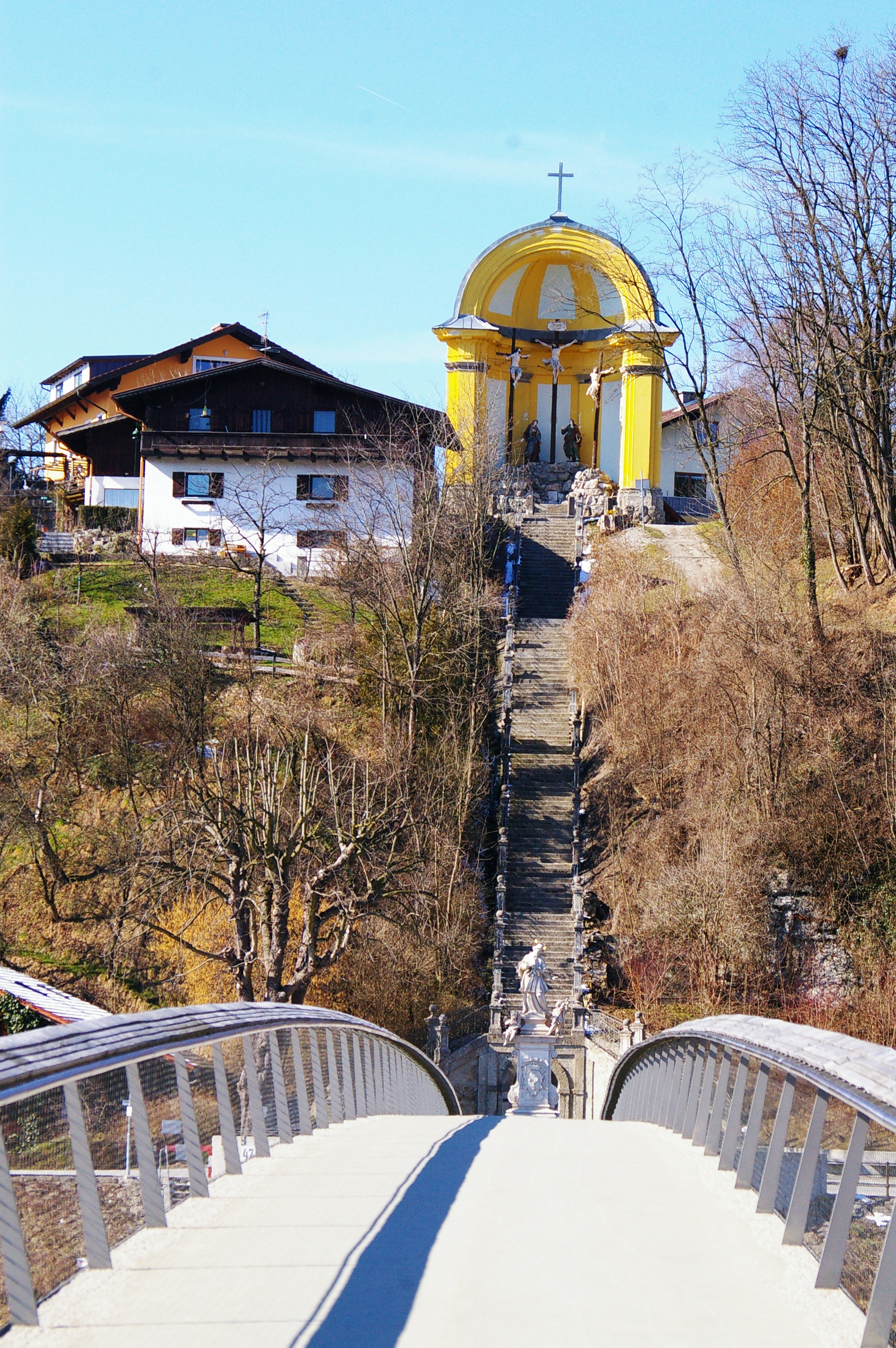
Europasteg, Johannes-Nepomuk-Statue, Treppenanlage, nischenartiger Raum (Exedra) als oberer Abschluss (2011)

Der Kalvarienberg Maria Bühel, auch Kalvarienberg Oberndorf, in Oberndorf bei Salzburg ist eine monumentale Treppenanlage aus der ersten Hälfte des 18. Jahrhunderts. Die im Ortsteil Altach befindliche Anlage steht in der Verlängerung des Europastegs über die Salzach am Weg von Laufen an der Salzach zur Wallfahrtskirche Maria Bühel und besteht aus einer Statue des heiligen Johannes Nepomuk, einer steinernen Freitreppe und einer runden, halboffenen Kapelle (Exedra) an deren oberen Ende. Der Kalvarienberg liegt am Totenberg und steht unter Denkmalschutz.

## Geschichte
Mit dem Einsetzen einer vermehrten Wallfahrt im 17. und 18. Jahrhundert, so auch nach Maria Bühel, erfolgte zusammen mit dem Ausbau der Wallfahrtskirche auch der Bau dieser Anlage, der ebenso wie die Erweiterung der Kirche einen Ausbau schon bestehender Verhältnisse darstellt: Schon lange zuvor hatten hier Wege auf den Anstieg aus der Einkerbung der Salzach in das Gelände bestanden, und auf der oberen Hangkante hatte sich schon vor der Errichtung der Anlage eine Holzkapelle befunden. Auch setzte schon vor der Heiligsprechung des Johannes von Nepomuk 1729 in Salzburg ab etwa 1702 eine sich rasch verbreitende Verehrung des Schutzpatrons vor allen Wassergefahren ein, und das Vorhandensein einer einfacheren Figur des Johannes von Nepomuk ist in diesem Bereich bereits 1714 belegt.
Den Bau der Anlage initiierte 1719 der Dekan der Stiftskirche Laufen Franz Bernhard Graf Stürgkh (das heutige Oberndorf gehörte damals zu Laufen). Um das Bauvorhaben umzusetzen, musste ein Wohnhaus abgerissen werden. Die Anfertigung der Statue erfolgte 1720, die Exedra wurde 1722 fertiggestellt. Der Bau der Stiege dauerte vom Frühjahr 1720 bis November 1721, wobei die Errichtung aufgrund der Bodenverhältnisse problematisch war. Zu Jahresbeginn 1721 wurde ein oberer Teil der Treppenanlage durch eine Hangrutschung verschüttet. Um den steilen Hang zu festigen, wurden Wasserrinnen angelegt und Bäume gepflanzt. Die Kosten für die Errichtung von Statue und Freitreppe beliefen sich auf über 2000 Gulden, die teils durch eine Spendensammlung in der Bevölkerung sowie aus privaten Mitteln des Salzburger Erzbischofs Franz Anton von Harrach aufgebracht wurden. Davon machten etwa 400 Gulden die Ablöse für das abgerissene Haus aus. Als Baukosten für die Exedra werden 1656 Gulden genannt, die ebenfalls der Erzbischof privat zur Verfügung stellte.
Eine erste Renovierung der Anlage erfolgte 1813, eine umfassende Sanierung wurde 1890 seitens der Laufener Pfarre sowie der seit 1816 bestehenden, neuen österreichischen Gemeinde Oberndorf und der Pfarre in die Wege geleitet. Auch die Kosten für die 1892 beendeten Arbeiten kamen zu einem beträchtlichen Teil durch private Zuwendungen beiderseits der Salzach zustande. Hiezu wurde eine Spendenaktion ins Leben gerufen. Gönner auf österreichischer Seite waren unter anderem Kaiser Franz Joseph, Erzherzog Ludwig Viktor und Fürst Auersperg von Weitwörth.
Nach mehreren Hochwässern um die Wende zum 20. Jahrhundert und zuletzt 1920 wurde beschlossen, die Statue vom Ufer zurückzuversetzen, was 1927/28 geschah. Dabei wurde der rechte Teil des Treppenaufgangs für lange Zeit verbaut. 1990/1991 erfolgte eine neuerliche Renovierung der gesamten Anlage (Kosten: rund 3 Mio. Schilling), und zuletzt wurde auch der Treppenaufgang wieder gänzlich hergestellt.
Die Anlage ist eine Station des 2018 eingerichteten Stille-Nacht-Friedenswegs.

## Baubeschreibung

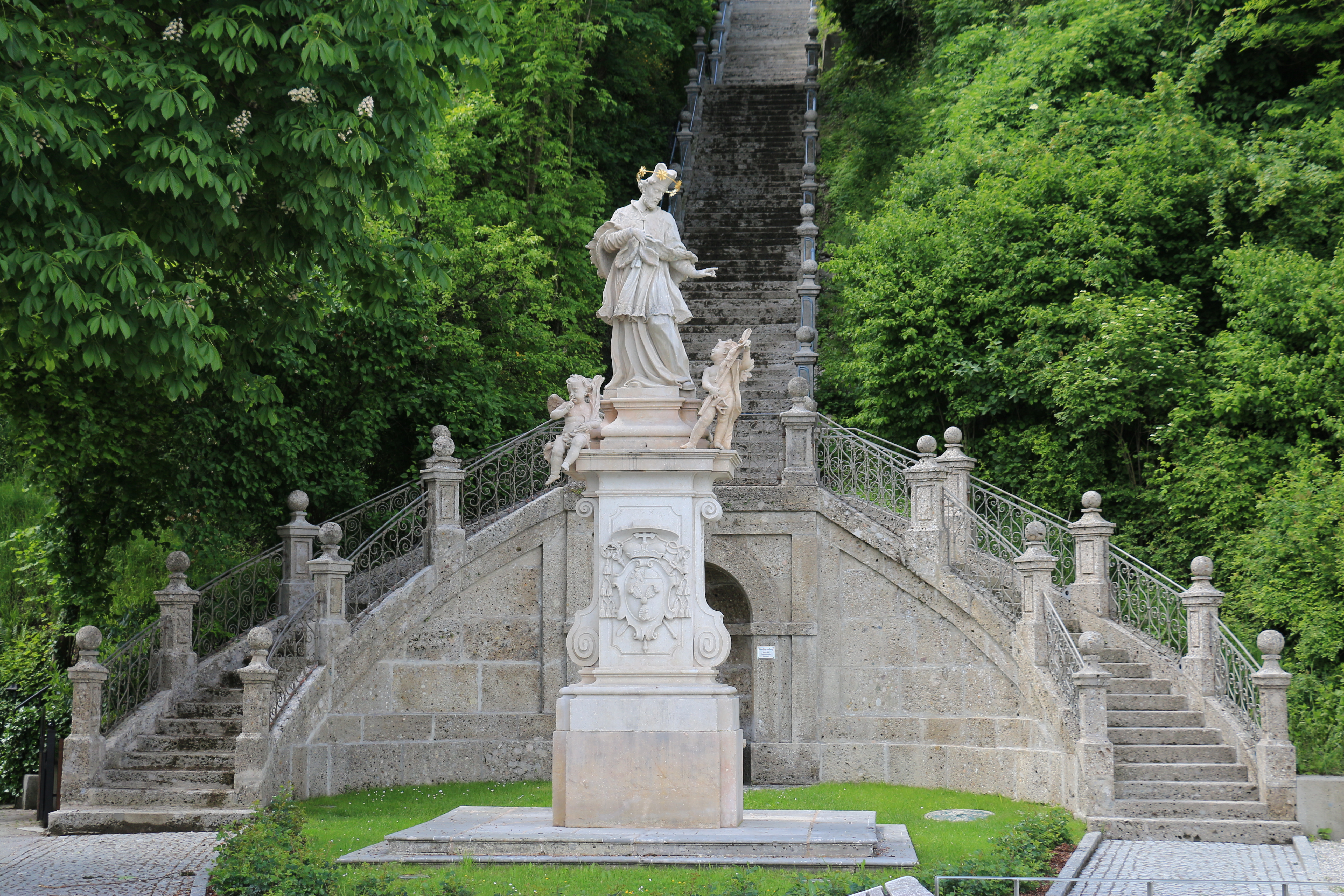
Nepomuk-Statue von Josef Anton Pfaffinger aus 1720, dahinter zweiflügeliger Treppenaufgang

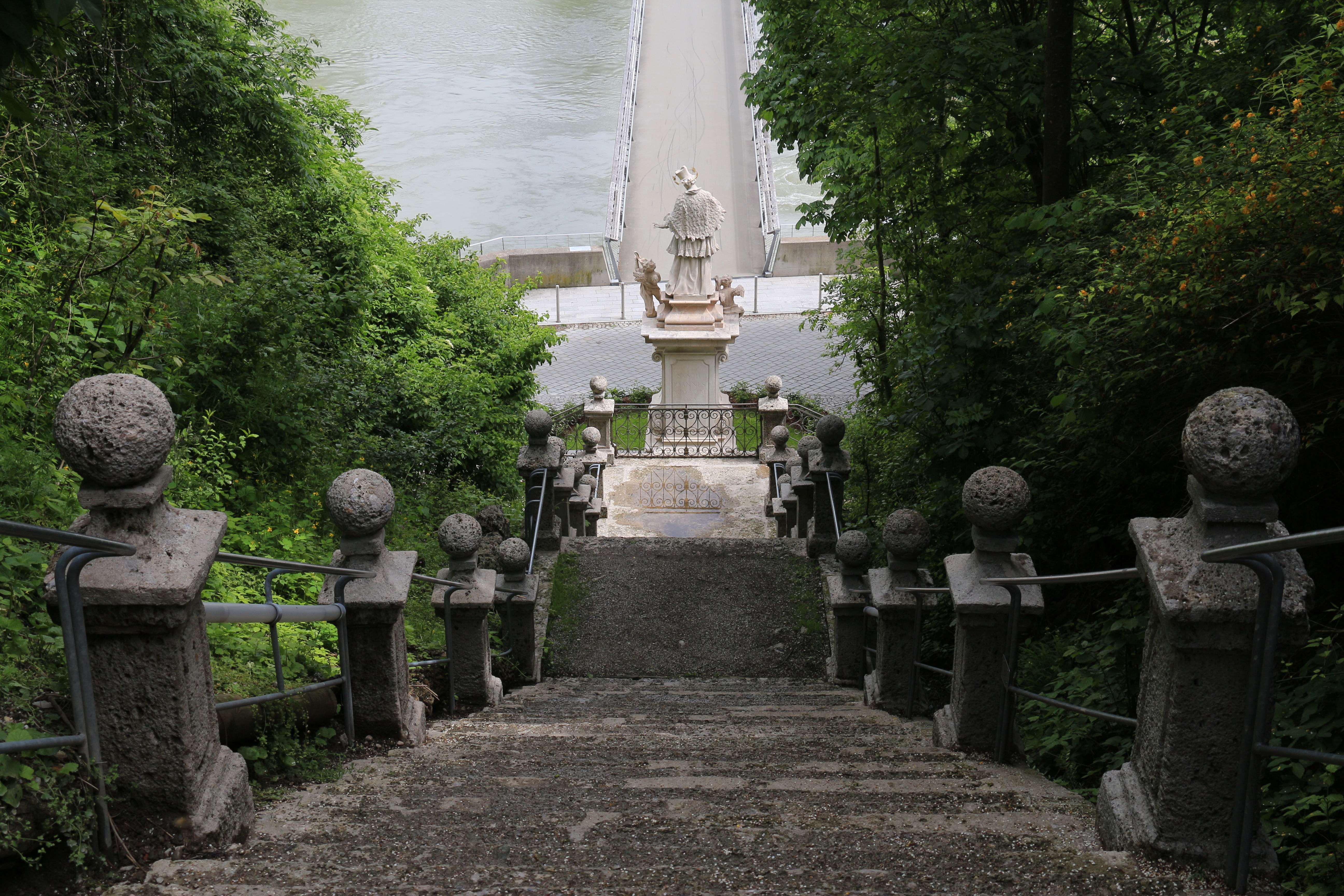
Blick von der Treppe

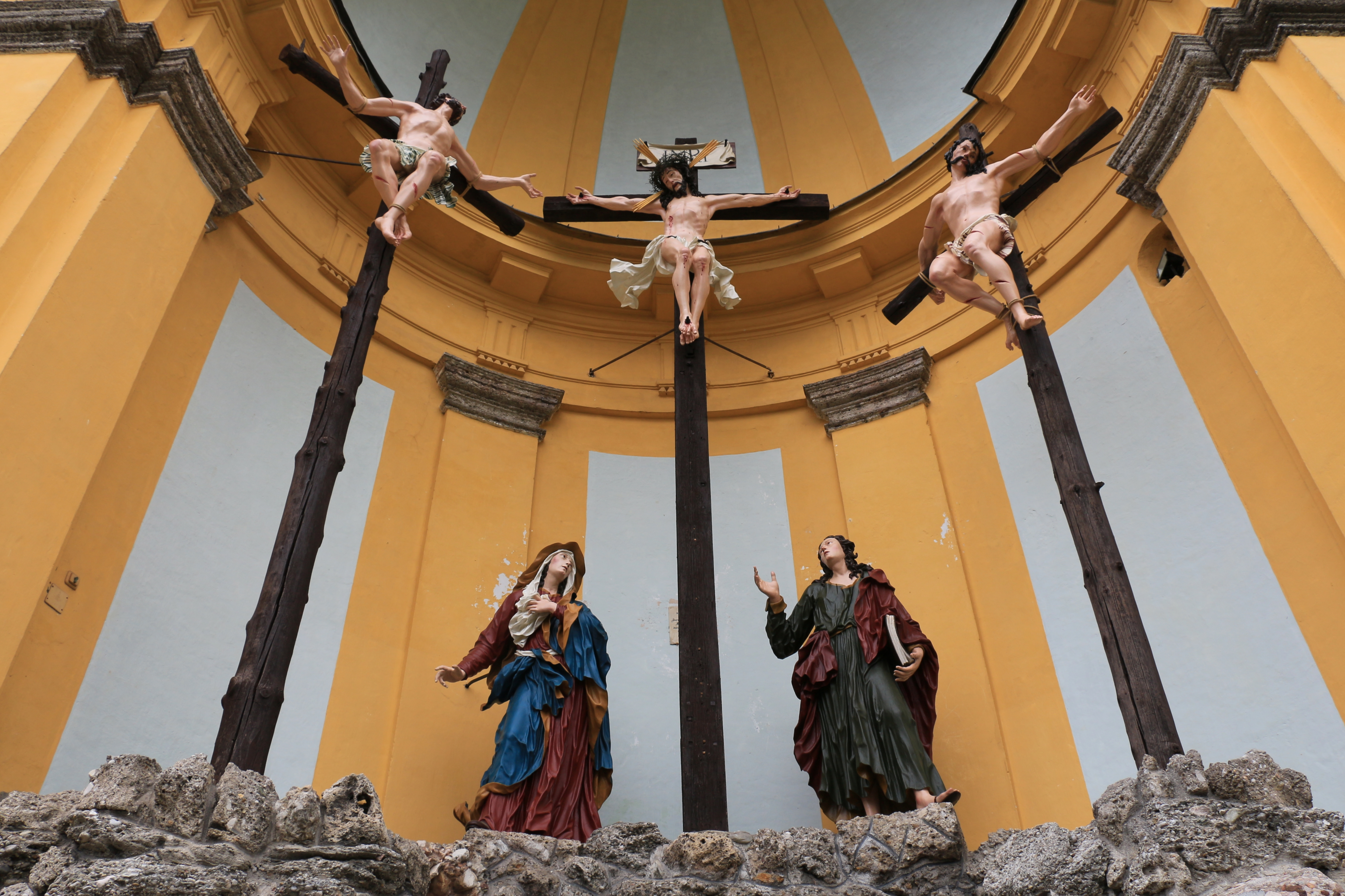
Skulpturengruppe

Der Erschaffer der Nepomuk-Statue am Fuß der Treppe ist nicht belegt, sie wird aber übereinstimmend dem Bildhauer Josef Anton Pfaffinger zugeschrieben, der auch an der Erweiterung der Wallfahrtskirche beteiligt war und späterhin weitere Nepomukstatuen anfertigte. Die Statue steht auf einem Postament aus Untersberger Marmor, errichtet von einem Steinmetz Schwäbl, das selbst auf einem dreistufigen, kreuzförmigen Unterbau ruht. Die Vorderseite des Postaments ist mit einem Relief mit dem Wappen des Fürsterzbischofs Anton von Harrach versehen, die Rückseite mit der Inschrift SANCTE IOANNES ORA PRO NOBIS (Heiliger Johannes bitte für uns) und die Jahreszahl 1720. Die lebensgroße Statue des Heiligen, ebenfalls aus Untersberger Marmor, hat eine kreuzförmige geschwungene Basis. Am Fußende sitzen zwei Putti mit den Attributen Palmzweig und Kruzifix.
Die Steintreppe, örtlich auch als Bühelstiege bezeichnet, hatte ursprünglich 150 Stufen, was den 15 Rosenkranzgeheimnissen nachempfunden war, heute hat sie 139 Stufen, nach wie vor in vier Absätzen. Elf Stufen am unteren Ende gingen im Zuge von Baumaßnahmen zum Hochwasserschutz verloren, bei denen das Straßenniveau angehoben wurde.
Unter dem ersten Treppenabsatz, einem zweiflügeligen Aufgang, befindet sich eine Nische mit halbrundem Schluss und einem barocken Brunnenbecken aus Untersberger Marmor von 1720. Als Dekor sind Cherubsköpfe und Laubgirlanden ausgeformt. Flankiert wird die Treppe von kurzen prismaförmigen Pfeilern, die Kugeln tragen, beides aus Konglomerat und Sandstein. Die Treppe überwindet die Eintiefung der Salzach in das Gelände im Ausmaß von 29 Höhenmetern.
Auf der Anhöhe am oberen Ende der Treppenanlage steht eine Exedra mit Pilastergliederung und einem abschließenden Kranzgesims. Der Bauplan stammte vermutlich aus der Salzburger Hofbaumeisterei, die Errichtung leitete der Hofbaumeister Sebastian Stumpfegger. Der aus Bruchstein und Ziegel gefertigte Bau enthält eine auf Konglomeratsteinen stehende Kreuzigungsgruppe mit Maria und Johannes von 1721. Es wird vermutet, dass die Figuren wie die Nepomuk-Statue von Josef Anton Pfaffinger stammen.
Neben der Exedra befindet sich ein Stele des Stille-Nacht-Friedenswegs, hinter ihr setzt sich der Weg zur Wallfahrtskirche Maria Bühel auf einer Zufahrtsstraße eben fort.